# Dacelo
Dacelo är ett släkte som fem arter med stora kungsfiskare som lever i Australien och på Nya Guinea, alla med trivialnamnet kokaburra. Namnet är ett lånord från Wiradjuri-språkets guuguubarra, vilket är ett onomatopoetiskt ord härmande dess läte. De är välkända för sina läten vilka är mycket högljudda och påminner om människoskratt. Lätet hos Dacelo novaeguineae påminner om ett hjärtligt om än hysteriskt skratt medan läte från Dacelo leachii mer för tanken till ett maniskt kacklande. De äter fisk och olika smådjur som ödlor, ormar och andra fåglars ungar. Arterna häckar i september till november och lägger oftast mellan två och fyra ägg. 
Vanligtvis urskiljs fem arter i släktet:
- Skrattkokaburra (Dacelo novaeguineae)
- Blåvingad kokaburra (Dacelo leachii)
- Pärlkokaburra (Dacelo tyro)
- Vitnäbbad kokaburra (Dacelo gaudichaud)
- Skovelnäbbad kokaburra (Dacelo rex) – urskiljs ibland i egna släktet Clytoceyx.

Kokaburran finns avbildad på australienska mynt.